# Wüstengrün
Wüstengrün ist eine Wüstung im Gemeindegebiet der Stadt Schauenstein im oberfränkischen Landkreis Hof in Bayern.

## Wüstengrün als Orts- und Flurname
Für die Region stehen Ortsnamen mit der Endung -grün für eine bestimmte Siedlungsperiode und weisen auf durch Waldrodung neu entstandene Nutzflächen hin. Das vorangestellte Wüsten- deutet in der Regel darauf hin, dass der Bereich schon einmal Wüstung war. In den drei Standorten innerhalb des heutigen Stadtgebiets von Schauenstein erfolgte keine Wiederbesiedlung, sofern es sich um Siedlungen und nicht nur um Flurnamen gehandelt hat.

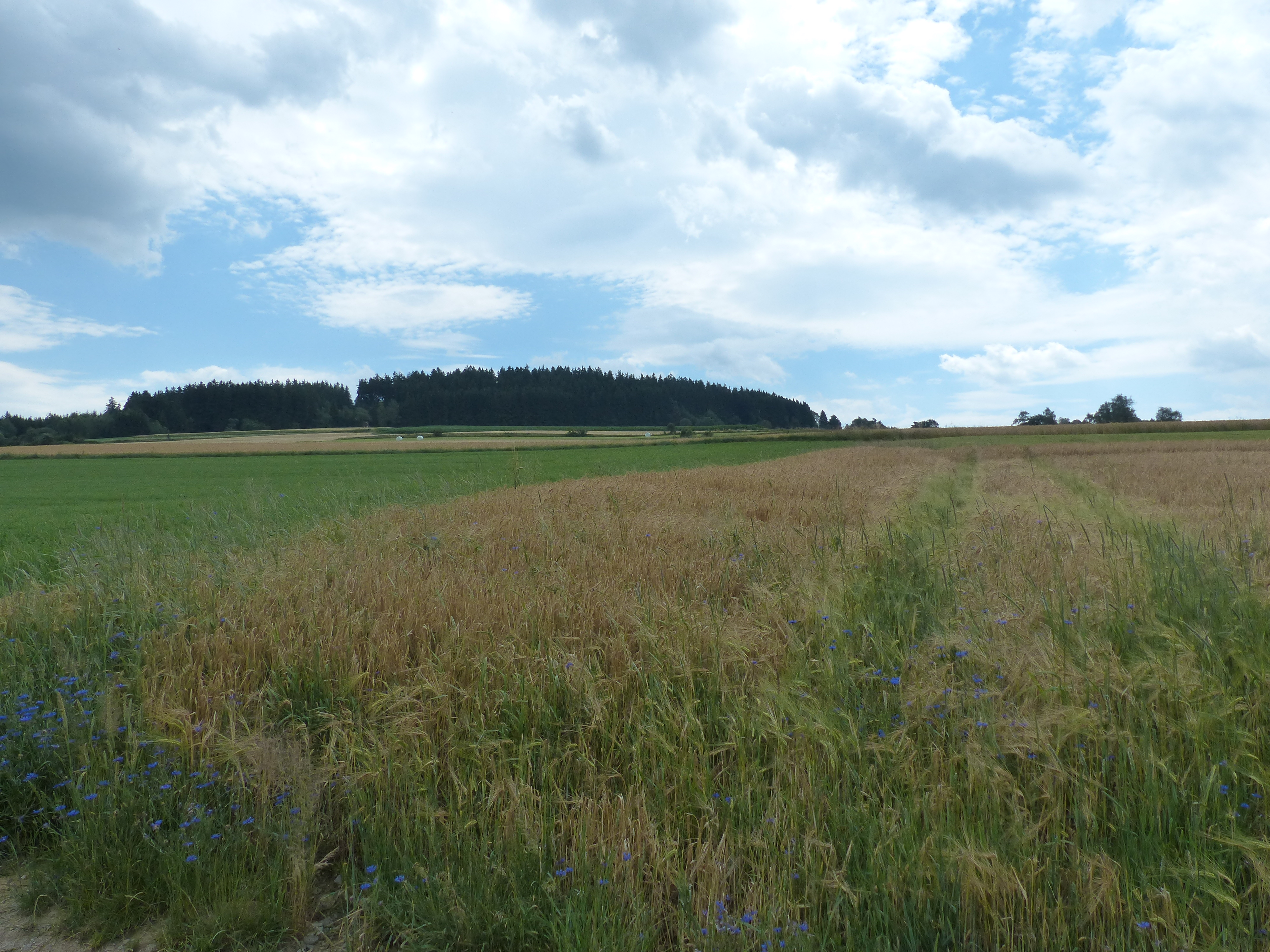
Gelände von Wüstengrün bei Uschertsgrün

## Wüstengrün bei Uschertsgrün
Wüstengrün (Lage) liegt an der Staatsstraße 2195 zwischen Schauenstein und Weidesgrün bzw. Selbitz. An der Abzweigung nach Uschertsgrün befindet sich auf der gegenüberliegenden Straßenseite die Einfahrt zur Wüstung, deren Areal unmittelbar an die Straße grenzt. Der Bereich mit entsprechendem Flurnamen ist heute noch als Rodungsinsel erkennbar und ist von Wald umfasst. Im Norden und Westen wird Wüstengrün vom Aubächlein begrenzt, im Osten war es vor dem Straßenbau der Bachlauf der Selbitz. Östlich des Aubächleins schließt sich die Wüstung Schönberg an. Hangaufwärts in Richtung Schauenstein liegt der „Sauplatz“, der in der Flurnamenerfassung in den 1920er Jahren als „Weide- und Tummelplatz der Schweine der Stadt“ beschrieben ist. Aus Mangel an Informationen fehlen Hinweise auf den Ort in der Standardliteratur, der Bereich ist auch kein Bodendenkmal. Es wurden Scherbenfunde gemacht. Teile der Fläche wurden mit ortsfremdem Aushub aufgeschüttet.

## Wüstengrün bei Mühldorf
Eine weitere Wüstung Wüstengrün (Lage) befindet sich nordwestlich des Ortsteils Mühldorf in Richtung der Gemeinde Leupoldsgrün. Sie ist als Flurname überliefert und mit Scherbenfunden belegt. Nach Hartmann ist aus dieser Wüstung der Schafhof, heute ebenfalls ein Ortsteil Schauensteins, hervorgegangen, die Entfernung spricht jedoch dagegen. Der Schafhof gilt als ein kleines Vorwerk und Schauensteiner Schlossgütlein.

## Wüstengrün bei Weidesgrün
Eine verhältnismäßig kleine Parzelle südwestlich von Weidesgrün trägt ebenfalls den Namen Wüstengrün (Lage). In der Bayerischen Uraufnahme heißt der Bereich Höfla, heute von Weidesgrün über den Höflaweg erreichbar. In der Nähe gibt es auch Hinweise auf Bergbautätigkeit. 